# Drávapalkonya, Baranya
Drávapalkonya este un sat în districtul Siklós, județul Baranya, Ungaria, având o populație de 286 de locuitori (2011). 

## Demografie
Componența etnică a satului Drávapalkonya
     Maghiari (81,27%)
     Romi (18,73%)
Componența confesională a satului Drávapalkonya
     Reformați (14,34%)
     Fără religie (8,39%)
     Necunoscută (77,27%)
Conform recensământului din 2011, satul Drávapalkonya avea 286 de locuitori. Din punct de vedere etnic, majoritatea locuitorilor (81,27%) erau maghiari, cu o minoritate de romi (18,73%). Nu există o religie majoritară, locuitorii fiind reformați (14,34%) și persoane fără religie (8,39%). Pentru 77,27% din locuitori nu este cunoscută apartenența confesională.